# フリードリヒ・ローゼン

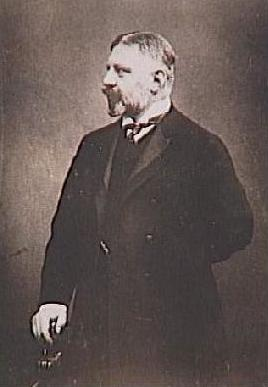
1910年

フリードリヒ・ローゼン（Friedrich Rosen, 1856年8月30日 - 1935年11月27日）は、ドイツ帝国の外交官であり、オリエント学者。第一次世界大戦後、ヴァイマル共和政時代に第1次ヨーゼフ・ヴィルト内閣で外務大臣を務めた。ウマル・ハイヤーム『ルバイヤート』のドイツ語訳ほか著作書多数。

## 生涯
1856年、父ゲオルク（1820年 - 1891年）と母ゼレーナ（1830年 - 1902年）の長男として母の実家であるライプツィヒで生まれた。父方は北西ドイツのハノーファーからデトモルトにかけての、19世紀になってプロイセン王国に併合された地方の出身である。フリードリヒの出生当時、オリエント学者でもあった父ゲオルクはプロイセン王国のエルサレム領事を務めていた。まもなくフリードリヒもエルサレムに移り住み、11歳（1868年）まで過ごした。その後、父の転任により欧州へ戻り、普仏戦争、ドイツ帝国の成立などを故国で経験した。その間、ベルリン大学で東洋諸語を学び、1886年から約1年間インドに留学。ペルシアを経由して帰国後は、同大学に新設されたオリエント研究科でヒンドゥスターニー語を講じた。ドイツ語のほか幼少時から英語、アラビア語は身につけていたが、後年はペルシア語、ペルシア文学の分野に打ち込んだ。
1888年にロンドンで結婚し、1890年にドイツ帝国外務省に入省した。貴族の出身でなかったため、幹部の席が用意されていたわけではなく、副領事ないしは通訳官としての出発だった。外務省入省後10年間の中東各地での体験は、著作『回想のオリエント』にて語られている（後述）。1900年末に帰国、外務省オリエント課長、1905年にエチオピア通商交渉使節、1905年から1910年まで駐タンジール公使、ついで1912年までブカレスト、大戦なかばにポルトガルが対独参戦する1916年まではリスボン、そしてドイツ敗北を挟んで1920年までハーグで公使を務めた。大戦中オランダが最後まで中立を維持したことへのローゼンの貢献は大きい。そして大戦最末期の1918年11月、皇帝ヴィルヘルム2世がすべてを放棄してオランダに亡命した際、ローゼンはそのオランダで公使を務めていた。ローゼンの没後、1959年に遺稿が刊行された外交回顧録第3巻の5部2章において、この11月10日のことが11頁にわたって記されている。
ヴァイマル共和政下で、中央党の第1次ヴィルト内閣の外相を党派外の立場で務めた。それ以前には駐マドリード大使の話があったが、かつて1905年に彼自身が準備を担当したアルヘシラス会議でのドイツの出方が尾を引き、フランスへの顧慮からスペイン宮廷はアグレマンを出さなかった。第2次ヴィルト内閣には参画せずに引退し、執筆生活へと入ったが、息子ゲオルクが大使館に在勤していた北京を訪問中の1935年11月に現地で没した。

## 著作
ローゼン自ら余技と称する著述は相当数にのぼる。ヒンドゥスターニー語・ウルドゥー語関係2点、『現代ペルシア語口語文典』（英文ペルシア語文法書）を含むペルシア語ペルシア文学関係11点（父親の遺作の改訂2点を含む）、『ユダヤ人とフェニキア人─伝道宗教としての古代ユダヤ教とユダヤ人離散の発生』（ゲオルク・ローゼン原著、フリードリヒ・ローゼンならびにゲオルク・ベルトラムによる改訂増補版）、外交論1点、回想記2点（前述した『回想のオリエント』および外交回顧録）である。このうち、『ルバイヤート』の翻訳は、いまも版を重ねている。

### 回想のオリエント
『回想のオリエント』では、ほぼ40年の間にローゼンが体験したオリエントでの出来事が語られており、ローゼンは執筆理由として欧州の流儀や考え方が流入によりオリエント世界が元の姿をとどめなくなる前の自身が目にした情景を描きたかったと述べている。記述は主に近東地域に絞られており、インド、エチオピア、モロッコの回想は除外されている。筆者が垣間見た当時のドイツ帝国やフランス等の政治動向とそれに関する見解、著者の英国への親愛感の表れや当時のドイツ皇帝との思い出、またウマル・ハイヤームなどの東方詩の引用が特徴的である。さらに筆者のすでに刊行されている著書についても紹介されている。イギリスなどの外交官たちの様子や当時の東方における領事の実質的権威についても知ることができる。当時ペルシアを訪れた著名人や、著名な東方研究者や学者についても記述している。また、ペルシアへの賞賛が随所に見られる。

#### 「エルサレム」
幼少期に過ごしたエルサレムの建造物や施設、支配者たちの様子や、帰国までの旅について描いている。

#### 「ペルシア縦断記」
ヒンドゥスターニー語とインド古典の研究のためインドで15か月ほど過ごした後の、ヨーロッパへの帰路が記されている。当時アフガニスタンはヨーロッパ人の通行が難しかったため、ローゼンはペルシアを陸路で縦断し帰国している。ボンベイ、ブーシェフル、ペルセポリス、エスファハーンなどを訪れ、史跡巡りやテヘランでのシャーへの謁見、ドイツ外交団との交流が描かれる。

#### 「レバノン、シリア」
1890年3月29日、副領事を任せられたベイルートへの赴任のため旅券を受け取りに外務省へ赴く途中、帝国宰相府を去るオットー・フォン・ビスマルクを目撃している。また当時のヨーロッパ情勢に関する自身の見解もこの章で述べている。4月14日、ウィーン経由でトリエステから船に乗り込みアレクサンドリアへ上陸、数日間をカイロで過ごした。4月28日の朝ベイルート郊外に着く。赴任後レバノン山脈、アンティ・レバノン山脈を越えてシリアの都ダマスカスを訪れている。ベイルート赴任後11か月余りでベルリン外務省からの発令でテヘランに赴くよう命じられる。

#### 「ペルシアふたたび」
ペルシアへ行き着くことの困難さ、カフカス南部、黒海沿岸の町であるバトゥーミの税関で難儀した出来事などが記されている。1891年4月14日テヘランに着く。同じ章で友人であるサー・フランク・ラセルズ駐在英国公使について触れている。また歴代のペルシアの統治者や、ペルシアの文化について比較的好意的に記され、当時流行していたコレラの猛威や南アフリカにおける英独間の緊張状態についても言及している。

#### 「バグダード」
1897年、領事代行としてバグダードへの赴任が命じられる。しかしベルリン当局が小アジアからバグダードへ、そしてペルシアにいたる鉄道敷設の計画に関心をもつべきかどうか決めあぐねていたため、彼自身することもなければ祖国の役に立っているという幻想すらもてないまま、6か月余りの時間がまったくの浪費であったと書き記している。しかし、このバグダード駐在時にペルシア近代史の研究資料の収集や、その作業の後は亡父が始めたユダヤ人とフェニキア人に関する著述に専念するようになった。

#### 「三たびペルシアへ」
そうした著作の準備作業が終わったその日にテヘランへの赴任を言い渡される。赴任前にドイツ副領事とハンガリーの商人とともにバビロン遺跡やカルバラーを訪問している。また、ここで東方における強盗沙汰について触れている。アラブの山賊とクルドの山賊の違いに関する噂やそうした噂に翻弄される巡礼の様子などを描いている。1899年にエルサレム転任の辞令が下るが、父親が公的生涯の大部分を過ごした場所で同じ職に就けることへの喜びを綴っている。

#### 「エルサレム再見」
一度ベルリンに帰国し、ヴィルヘルム2世との初体面を果たしている。1899年7月、32年ぶりにエルサレムへと到着し、幼いころの知人たちと再会する。エルサレムの最大の変化としてユダヤ人コミュニティの増加と拡大についてあげている。また宗教的施設の所持という面でドイツ人コミュニティがその他のコミュニティと比較して立ち遅れていたと述べている。

#### 結び
1900年にベルリンへ帰国。ローゼンは総括として、観光旅行や産業優先、入植地建設の結託によりパレスチナで急速に進行している都市独自の痕跡の消失を嘆いている。しかし自身の立場とその職務への責任感からそうしたオリエントへの偏愛や哀悼を捨て、異国の地での経験を職務に役立てようと決意していたことを回顧している。オリエント体験の中で出会ったラセルズや自身による英独関係の改善への努力が報われなかったこと、英国間の戦争に対する思いを述べ結びとしている。